# Hydrocotyle medicaginoides
Hydrocotyle medicaginoides är en växtart i släktet Hydrocotyle och familjen araliaväxter.
Arten förekommer i sydvästra och södra Australien. Den beskrevs av Nikolaj Turtjaninov 1849.